# Sylvia Shaw Judson
Sylvia Shaw Judson (* 30. Juni 1897 in Lake Forest (Illinois); † 1978) war eine US-amerikanische Bildhauerin.
Zu Lebzeiten war sie vor allem im Bereich um Chicago bekannt, ihre Werke waren aber auch im Whitney Museum of American Art und dem Philadelphia Museum of Art zu sehen.
Die Skulptur Bird Girl von 1936 erlangte große Bekanntheit, als sie auf dem Einband des Romans Midnight in the Garden of Good and Evil von 1994 und dem Filmplakat zum gleichnamigen Film zu sehen war. Verkleinerte Reproduktionen der Skulptur sind seitdem als Gartendekoration beliebt.
1965 wurde Sylvia Shaw Judson in New York zum Mitglied (NA) der National Academy of Design gewählt.